# فابيو كاستيلو
فابيو كاستيلو هو لاعب كرة قاعدة دومينيكاني، ولد في 19 فبراير 1989 في جمهورية الدومينيكان.

## وصلات خارجية
- فابيو كاستيلو على موقع دوري كرة القاعدة الرئيسي (الإنجليزية)
- فابيو كاستيلو على موقع الدوري الياباني لكرة القاعدة (الإنجليزية)
- فابيو كاستيلو على موقع دوري كوريا الجنوبية لكرة القاعدة (الإنجليزية)
- فابيو كاستيلو على موقعبيزبول رفرنس.كوم (الدوري الرئيسي) (الإنجليزية)
- فابيو كاستيلو على موقعبيزبول رفرنس.كوم (الدوري الثانوي) (الإنجليزية)
- فابيو كاستيلو على موقع إي إس بي إن.كوم (أم.أل.بي) (الإنجليزية)
- فابيو كاستيلو على موقع مشجعي الرسوم البيانية (الإنجليزية)